# Costeni (okręg Prahova)
Costeni – wieś w Rumunii, w okręgu Prahova, w gminie Măneciu. W 2011 roku liczyła 151 mieszkańców.